# Епископ горњокарловачки Евгеније
Евгеније (световно Јевтимије Јовановић, Голубинци код Старе Пазове, 19. фебруар 1802 — Карловац, 14. септембар 1854) био је епископ Српске православне цркве на престолу горњокарловачких владика.

## Биографија
Епископ горњокарловачки Евгеније је рођен као Јевтимије Јовановић 19. фебруара 1802. године у сремском селу Голубинцима од родитеља Григорија „компанијског шнајдера” и Ангелине Бошњаковић (прозвани Нинковић). Школу је учио у родном месту и немачку у Старом Сланкамену, а гимназију у Сремским Карловцима. Гимназију и богословију завршио је са одличним успехом и постављен за учитеља у Сремским Карловцима, а потом за професора прве и друге латинске школе у Великом Бечкереку. Напустио је службу и завршио филозофију и права и постао адвокатски приправник у Темишвару. За адвоката је промовисан на Пештанском универзитету 1828. године. До примања монашког чина био је у црквеној служби у Вршцу и Сремским Карловцима.
Замонашен је 1829. године, примљен у статус придворних монаха и постављен за професора карловачке богословије. Извесно време је јерођакон Евгеније вршио је и дужност секретара митрополита Стефана (Стратимировића). У чин презвитера рукоположен је 1833. године и одликован достојанством синђела, а потом произведен за протосинђела.
Раковачким архимандритом је постао 1834. године. Наследио је на епископском трону владику песника Лукијана Мушицког. За администратора горњокарловачког постављен је 29. јуна 1837, а за епископа посвећен 10. септембра 1839. године. Исталиран за владику у Карловцу 10. фебруара 1840. године. Седео је у Плашком до 1848. године, а затим се дефинитивно преместио (епископско седиште) у Карловац. Бурне 1848. године био је потпредседник Народне скупштине у Сремским Карловцима.
Будући да је стекао сјајну спрему и владао многим језицима, епископ Евгеније се са успехом бавио правном науком и лингвистиком. Објавио је 1851. године дело Граматика церковно-славјанског јазика. Библиографију његових радова објавио је Димитрије Руварац. Др Благота Гардашевић написао је читаву расправу о томе ко је „Писац најстаријег уџбеника православног црквеног права“ (Јевтимије или Евгеније Јовановић), тврдећи, на крају, да је овај уџбеник написао Јевтимије Јовановић. Професор Гардашевић очевидно није имао у рукама Животопис Евгенија Јовановића, који је он написао на немачком језику, у својству епископског кандидата, и предао га епископу будимском Пантелејмону (Живковићу) на употребу. Из области црквенога права епископ Евгеније је написао и расправу „О судјех церковних свјатија восточнија соборнија и апостолскија церкве иже во державах Австријских“. Постао је 7. августа 1844. године коресподентни члан Друштва српске словесности у Београду.
Епископ Евгеније је у Плашчанској богословији држао предавања и уопште је велику пажњу поклањао српским школама. Седамнаест година његовог архипастирствовања у Горњокарловачкој епархији оставило је значајне трагове.
Умро је 14. септембра 1854. године у Карловцу и сахрањен у гробници епископа горњокарловачког Лукијана (Мушицког) на црквеноопштинском гробљу у Карловцу.

## Галерија
- Насловна страна Ортографије сербске (1836) Евгенија Јовановића
- Насловна страна књиге Граматика церковно-славјанскаго јазика (1851) Евгенија Јовановића